# Prvenstvo Anglije 1931
Prvenstvo Anglije 1931 v tenisu.

## Moški posamično
Sidney Wood :  Frank Shields, b.b.

## Ženske posamično
Cilly Aussem :  Hilde Krahwinkel Sperling, 6-2, 7-5

## Moške dvojice
George Lott /  John Van Ryn :  Henri Cochet /  Jacques Brugnon  6–2, 10–8, 9–11, 3–6, 6–3

## Ženske dvojice
Phyllis Mudford /  Dorothy Barron :  Doris Metaxa /  Josane Sigart 3–6, 6–3, 6–4

## Mešane dvojice
Anna Harper  /  George Lott :  Joan Ridley /  Ian Collins 6–3, 1–6, 6–1